# Алектрозавр
Алектроза́вр (лат. Alectrosaurus) — род тираннозавроидных динозавров-теропод, обитавших на территории современной Внутренней Монголии (Китай) в конце мелового периода (99,6—70,6 млн лет назад). Ископаемые остатки впервые обнаружены в 1923 году. Alectrosaurus был двуногим хищником среднего размера (предполагаемая длина — 5—6 метров). Известен единственный типовой вид — Alectrosaurus olseni.

## Этимология
Родовое название буквально означает «одинокий, незамужний ящер» и происходит от греческих слов alectros (одинокий) и saurus (ящер). Вид назван в честь американского палеонтолога Джорджа Ольсена Чарльзом Гилмором.

## История изучения

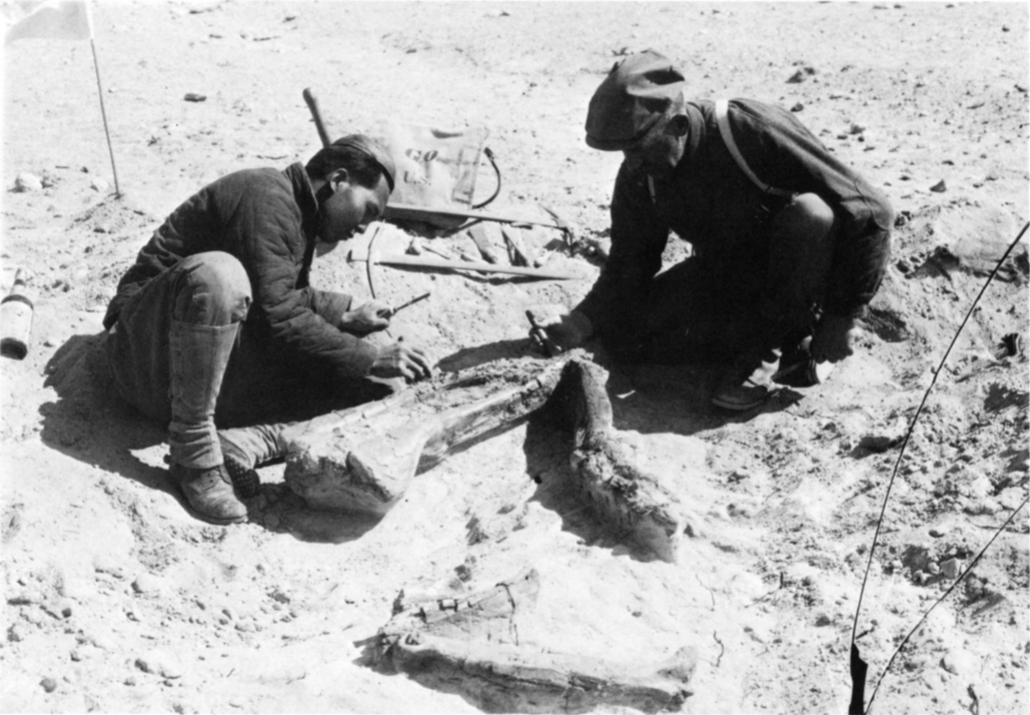
Раскопки ископаемых остатков правой задней нижней конечности образца AMNH 6554, 1923 год. Джордж Ольсен справа.

В 1923 году третья азиатская экспедиция Американского музея естественной истории во главе с палеонтологом Уолтером Уиллисом Грейнджером занималась поиском окаменелостей на территории Внутренней Монголии. 25 апреля помощник Уолтера Джордж Ольсен обнаружил голотип AMNH 6554, представляющий из себя практически полную заднюю конечность. В её состав входили дистальный конец правой бедренной кости, голени, малоберцовой кости, астрагал, пяточная кость, неполные правые пальцы, три плюсневые кости левой задней ноги, две когтевые фаланги, кисть и дистальный конец лобка.
Позже, 4 мая, Ольсен в 30 метрах от места первой находки нашёл другие останки (AMNH 6368): правую плечевая кость, два неполных пальца, четыре фрагментарных хвостовых позвонка и другой плохо сохранившийся материал. Все открытия были совершены в формации Ирен Дабасу. Возраст пород неизвестен, но оценивается кампаном (поздний мел).

### Последующие открытия
Есть несколько дополнительных окаменелостей, относимых к алектрозавру, — части черепа, лопатки и части плечевых костей. Они происходят из геологической формация Баян Ширен (Внешняя Монголия) и их возраст также не определён (условно отнесены к кампану). Последние исследования говорят о сеноманском или сантонском отделах позднего мела. По мнению ван Итербеекка и др., возраст формаций кампанский — маастрихтский, о чём говорит схожесть фаун с маастрихтской Нэмэгэт. Останки, приписываемые алектрозавру, были найдены на территории как Внутренней, так и Внешней Монголий.

## Таксономия

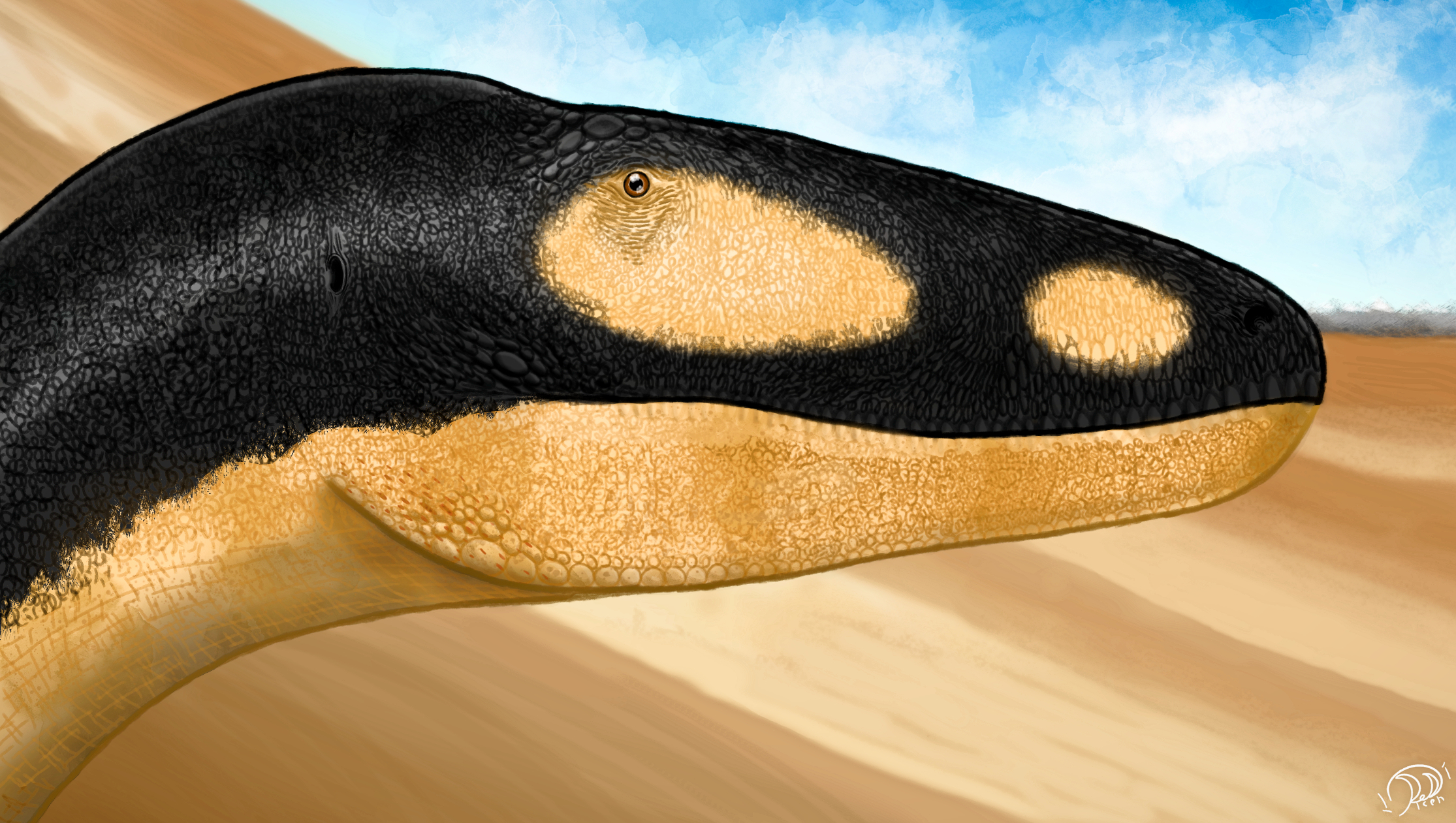
Реконструкция

В 1933 году Чарльз Гилмор изучил доступный материал и пришёл к выводу, что AMNH 6554 и AMNH 6368 являются синотипами, принадлежащими к одному и тому же роду. На основании схожести конечностей с конечностями тираннозавридов (Gorgosaurus sternbergi) было решено поместить находки в род «Deinodon» (собирательное название для всех неопределённых родственников тираннозавра), но затем был вынесен в отдельный род. Из-за скудности останков родственные связи с другими членами группы до конца не установлены.
Первоначально Alectrosaurus представлялся опасным, хорошо вооружённым тероподом, но Мадер и Брэдли (1989) заметили, что передние конечности (AMNH 6368) не принадлежат тираннозавру и отнесли их к семейству Segnosauridae.
Ряд палеонтологов рассматривает Alectrosaurus olseni в качестве вида альбертозавра.
Материал из Баян Ширен может не принадлежать к этому роду, но, вероятно, связан с ним.

## Палеобиология
Alectrosaurus, вероятно, был доминирующим хищником своего места и времени. Его потенциальными жертвами могли быть орнитоподы, такие как бактрозавр или гилмореозавры, сегнозавриды и гигантский овирапторозавр гигантораптор.
В 2011 году Брюс Ротшильд и др. провели исследование, посвящённое поиску следов стрессового перелома, но эти следы так и не были обнаружены.